# Niente di vero tranne gli occhi
Niente di vero tranne gli occhi è il secondo romanzo – dopo Io uccido – di Giorgio Faletti.
La storia è ambientata a New York con una breve parentesi a Roma, vista con gli occhi di un turista yankee. Il punto focale su cui si impernia l'azione è un'operazione di trapianto della cornea effettuata in una clinica oculistica.

## Trama
Jordan Marsalis è un ex tenente della polizia e fratello da parte di padre di Christopher, attuale sindaco di New York; si era ritirato dal corpo di polizia a seguito di un incidente causato mentre era in stato di ebbrezza (si scoprirà in seguito che la colluttazione era in realtà avvenuta perché il guidatore con cui Christopher si era scontrato era deceduto qualche attimo prima a causa di un infarto miocardico acuto, ma Jordan si era preso la colpa per salvare la carriera del fratello). L'ex tenente viene però chiamato a investigare sull'omicidio di suo nipote Gerald, alias Jerry Kho, celebre artista visionario figlio di Christopher; il corpo viene ritrovato incollato al muro e messo in posa con il pollice nella bocca e in mano una coperta incollata sull'orecchio, segno che è stato sistemato in maniera simile a Linus, personaggio dei Peanuts, mentre sul muro è stato dipinto un messaggio in codice, decifrato il quale Jordan capisce che l'assassino ucciderà ancora e che la prossima sarà una donna che egli considera la sua Lucy. Jordan viene quindi temporaneamente reintegrato per seguire e aiutare nelle indagini, affiancato controvoglia dal detective James Burroni, anche lui con un passato macchiato. Poco dopo essere stato incaricato del caso, Jordan viene pestato per strada da un vecchio criminale che aveva catturato anni prima, DeRay Lonard, in arte Lord, e per medicarsi è costretto a tornare alla sua vecchia casa (che aveva messo in vendita con l'intenzione di partire definitivamente); lì farà la conoscenza della nuova inquilina, la misteriosa e bellissima Lysa Guerrero.
Nel frattempo, a Roma, il commissario Maureen Martini è preoccupata per via di un'indagine interna sul suo conto: è infatti sospettata di aver sparato allo spacciatore Avenir Gallani a sangue freddo, mentre lei sostiene di aver risposto al fuoco e di aver sparato per difendersi. L'unica cosa che sembra tirarle su il morale e calmarla è la sua relazione con Connor Slave, un cantante americano della quale è innamorata. Poco dopo, però, Arben Gallani, il fratello di Avenir, rapisce lei e Connor e, per vendicarsi della morte del fratello, uccide l'uomo davanti alla donna che poi, per umiliarla ulteriormente, violenta fino a farle perdere i sensi. A seguito dell'aggressione, Maureen perde l'uso della vista e su consiglio della madre, una celebre avvocata di New York, decide di recarsi nella Grande Mela per sottoporsi a un trapianto delle cornee, effettuato dal simpatico dottor William Roscoe, esperto nel campo della chirurgia oculistica. Dopo l'intervento, Maureen ha però delle strane visioni della vita di qualcuno, senza sapere di chi.
Intanto il serial killer miete un'altra vittima: Chandelle Stuart, una ninfomane ex regista di teatro e cinema, nonché erede di una ricca famiglia che però era sul lastrico a causa della mala gestione dei soldi. La donna viene ritrovata incollata a un pianoforte in maniera analoga a come Lucy veniva rappresentata assieme a Schroeder, e Jordan trova anche un altro indizio da parte del killer, ossia un foglio in cui annuncia che il suo prossimo obiettivo sarà Snoopy. Dalle indagini, però, Jordan sembra scoprire che, secondo la guardia del corpo, Jerry Kho e Chandelle pare si conoscessero, almeno di vista; perquisendo la casa, l'ex poliziotto trova una foto della vittima ai tempi in cui frequentava il Vassar College, in cui indossava una spilla sul petto che rappresentava proprio Lucy dei Peanuts. Seguendo questa pista, Jordan e Lysa si recano al Vassar e, grazie al rettore del college e a un'ex-amica di Chandelle, scoprono che esiste un quarto individuo che potrebbe essere una futura vittima, o forse addirittura l'assassino, ma che al momento è identificato come Pig Pen. Oltre a ciò, Jordan deve anche fare i conti con la sua infatuazione nei confronti di Lysa, per la quale prova sia attrazione sia repulsione a causa della natura di lei.
Mentre i due Marsalis parlano nell'ufficio di Christopher, Maureen, che ha saputo degli omicidi dalla TV, si presenta da loro e rivela che le sue visioni sono parti della vita di Gerald (che era infatti un donatore di organi), le cui cornee sono state trapiantate al commissario, avendo riconosciuto l'uomo nelle visioni come il figlio del sindaco. Dapprima increduli, i due fratelli si ricredono non appena Maureen racconta alcuni eventi della vita del ragazzo di cui solo Christopher era a conoscenza. Colpiti, i due decidono di farsi aiutare dalla donna nelle indagini. Poco dopo, però, ella ha un'altra visione, in cui vede due individui vestiti di scuro e con le maschere di Snoopy e Lucy, poi un uomo con un coltello chino su un tavolo, dove è stato messo il corpo di un bambino, e per finire il viso di Snoopy, che si era tolto la maschera e si era messo a piangere. Con l'episodio avvenuto davanti ai loro occhi e con queste nuove informazioni, Maureen e Jordan, pensando forse di salvare una vita, consultano il database degli studenti del Vassar ai tempi in cui lo frequentavano Gerald e Chandelle, e trovano Snoopy, alias Alistair J. Campbell, figlio di un campione di golf e scrittore. L'assassino però li precede e cattura Alistair mentre tornava a casa. L'uomo però riesce a scappare dopo essere stato denudato e ad arrivare a un luogo abitato dove trova due poliziotti, ma muore poco dopo a causa dei suoi problemi di cuore, non prima di aver rivelato a uno dei due agenti l'identità del suo rapitore: Julius Whong, alias Pig Pen. Dopo averlo prelevato da casa, cominciano a emergere alcuni dettagli importanti che sembrano provare che Julius sia il killer: oltre alla testimonianza in punto di morte di Alistair Campbell, nella vagina di Chandelle Stuart è stato trovato del liquido seminale che risulta essere proprio quello di Wong. Inoltre, egli aveva subito un'operazione alla gamba che lo aveva reso temporaneamente zoppo, e i pochi che avevano visto qualcuno sulle scene del crimine parlavano appunto di un uomo dall'andatura zoppicante. Sembra così che la polizia abbia il suo killer, ma Jordan e Maureen non sembrano essere d'accordo, anche perché ci sono molti interrogativi ancora da risolvere, a cominciare dal misterioso uomo che ha ucciso il bambino nella visione di Maureen, e cosa c'entrano i Peanuts in tutta questa storia. Una telefonata di Lysa a Jordan lo porta a interrompere la discussione con il commissario e recarsi a casa. Lysa è preoccupata, ma mentre i due parlano, dalla strada due individui in moto sparano ai due, e la donna rimane ferita gravemente. Dopo averla affidata alla sua vicina di casa giunta sul posto, Jordan si precipita all'inseguimento dei due a bordo della sua moto, ma avviene un incidente ed entrambi i sicari muoiono; esaminando i corpi, Jordan scopre che uno dei due è Lord. Maureen scopre intanto che la madre ha deciso di rappresentare al processo nientedimeno che Julius Whong per conto di suo padre Caesar. Dopo una discussione con la madre circa la dubbia innocenza dell'uomo, Maureen ha un'altra visione, in cui Gerald indossa una maschera e si trova nel bel mezzo di una rapina, ma come rapinatore, e che un uomo mascherato da Pig Pen lo obbliga a andare via; poi la visione si sposta in una casa, dove Lucy sta legando una donna di colore. Finita la visione, Maureen contatta Jordan, il quale era stato informato che, tra i vari crimini commessi in passato da Julius Whong, figurava proprio una rapina a Troy, vicino ad Albany nel 1993 dove, neanche a farla apposta, i rapinatori erano mascherati da personaggi dei Peanuts. Jordan ha scoperto anche mezzi assegni intestati sia a Lord sia a Lysa, entrambi emessi dalla Chase Manhattan Bank, e ha chiesto a Burroni di trovare chi avesse richiesto l'emissione.
Con queste nuove informazioni, assieme a quelle di Maureen, i due partono alla volta di Troy, dove, consultando il giornale elettronico di quell'anno, scoprono che assieme alla rapina era accaduta anche una tragedia: la giovane Thelma Ross aveva provato invano di salvare il figlio Lewis, praticandogli una tracheotomia d'emergenza a seguito di uno shock anafilattico dovuto alla puntura di calabroni. Riconoscendo nella donna colei che era stata legata e imbavagliata dai giovani rapinatori e nel bambino quello disteso sul tavolo, i due cercano di contattare Thelma, ma, a seguito della morte del figlio, la sua salute mentale è degenerata fino a finire in uno stato semicatatonico. Dopo un vano tentativo di parlarle nella clinica psichiatrica in cui è internata, Jordan e Maureen capiscono che la situazione è più complicata del previsto, e che la rapina e la morte del bambino sono indissolubilmente legate tra loro. In ospedale, Lysa sopravvive, e quando Jordan la va a trovare, lei gli rivela che era venuta a New York perché qualcuno le aveva pagato una cospicua somma per avere un rapporto sessuale con Julius Wong e prendere il profilattico con lo sperma di quest'ultimo. Julius Whong è stato quindi incastrato e Lord mirava a uccidere Lysa, non lui come lo stesso Jordan credeva. Jordan contatta quindi Burroni e gli chiede di riferire alla stampa che Lysa è morta a seguito della sparatoria e di mettere qualcuno a guardia della donna per proteggerla; dal canto suo, il detective rivela che un certo John Rydley Evenge ha chiesto l'emissione degli assegni, e che quindi l'esecutore materiale, nonché la mente dietro questi omicidi, è un altro. Maureen invece viene contattata e incontra il signor Caesar Whong, il quale dichiara l'innocenza del figlio e vuole che Maureen scopra la verità, indipendentemente da quale essa sia, e in cambio si sdebiterà in qualunque modo. A casa della madre, la donna cerca di mettere insieme i pezzi e di capire chi, se non Julius Whong, possa aver ucciso tre persone, quando di colpo ha un'illuminazione al seguito della quale, dopo aver preso la pistola della madre, si reca a casa dell'assassino, che a quanto pare ella conosce molto bene, e lo affronta a casa di lui. Quando però le cose sembrano volgere a suo favore, Maureen ha un'altra visione che le riconferma i sospetti su quell'uomo che credeva essere il vero colpevole, e questi approfitta della situazione per prenderle la pistola e tenerla sotto tiro. Jordan si reca intanto allo Stuart Building, e arriva alla stessa conclusione di Maureen tramite i video di sorveglianza della notte in cui Chandelle Stuart fu uccisa: il killer è il dottor William Roscoe, alias John R. Evenge, che egli aveva avuto modo di conoscere attraverso Maureen. Roscoe obbliga intanto quest'ultima a scendere nel suo laboratorio, la immobilizza e si fa spiegare cosa c'entri lei in questa faccenda. Maureen è costretta a raccontare lo strano caso legato ai suoi nuovi occhi e delle sue visioni, raccontando per filo e per segno a uno scettico Roscoe come egli abbia ucciso Marsalis. Stupefatto, l'uomo cerca di dare una spiegazione scientifica al fatto, e decide di tenere Maureen per degli esperimenti, minacciandola di privarla delle colture di cellule staminali che servono per la sua terapia, senza le quali la donna perderà la vista. Le rivela poi, per questa ragione, tutta la storia che ha portato a compiere quegli omicidi.
Anni prima, egli conobbe Thelma Ross con la quale, sebbene fosse sposato, aveva intrecciato una relazione clandestina, dalla quale era nato anche il figlio Lewis. Quando divorziò dalla moglie, William si recò da Thelma per comunicarglielo, ma quel giorno il piccolo Lewis fu punto dai calabroni e andò in stato di shock. I due furono in procinto di andare in ospedale, ma i quattro Peanuts rapinatori scelsero proprio la loro casa per sfuggire alla polizia che stava loro alle costole. Intanto che i quattro Peanuts tenevano sotto tiro i tre, le condizioni del bambino peggiorarono e per colpa dei rapinatori, insensibili alle condizioni del bambino, William fu costretto a effettuare una tracheotomia d'emergenza in casa, ma nulla servì a salvare il bambino, e i quattro scapparono appena si calmarono le acque. Alla vista del bambino morto, Thelma fu presa da un forte dolore e fece promettere a William di uccidere quei quattro per impedir loro di continuare a fare del male ancora, chiudendosi poi in sé stessa e impazzendo definitivamente. Per vendicarsi della perdita della donna che amava e di suo figlio, William impiegò anni per trovare coloro che avevano distrutto la sua vita. Quando infine ogni speranza sembrava perduta, William aveva trovato una flebile traccia da seguire grazie a un aiuto involontario di Chandelle Stuart: recatasi da lui per farsi curare la miopia, questa aveva chiesto a Roscoe il nome di un chirurgo plastico cui rivolgersi per farsi togliere un tatuaggio fatto all'altezza dell'inguine, e mostrando a Roscoe il tatuaggio (che raffigurava un demone con delle ali da farfalla, che per caso lo stesso Roscoe aveva visto per un breve momento su un braccio di Julius al momento della rapina) aveva senza volerlo rivelato al medico anche alcuni dei responsabili della morte del figlio. Roscoe riuscì pian piano a scoprire chi faceva parte del gruppo che aveva causato la morte del figlio, e decise di ucciderli tutti, tranne Whong, che invece doveva soffrire di più in quanto sarebbe marcito in prigione per poi essere giustiziato senza sapere perché. Cominciò quindi con Jerry Kho, approfittando del fatto che fosse figlio del sindaco e che la cosa fosse tenuta nel massimo riserbo; poi toccò a Chandelle, usando poi il liquido seminale datogli da Lysa per incastrare Whong (in quanto quest'ultimo amava l'esplorazione sessuale), e poi ingaggiare Lord per eliminare Lysa. Invece Alistair, essendo stato plagiato da Whong ed essendo quello che implorava gli altri di andarsene quel giorno, doveva vivere, facendogli credere che l'assassino fosse Whong per convergere tutti i sospetti sull'uomo. Non appena Roscoe finisce il racconto, Maureen gli fa notare che Julius Whong potrebbe comunque farla franca e qualcuno avrebbe potuto scoprire la verità, ma Roscoe rivela di avere un piano di riserva, e che qualcuno si occuperà di Whong in caso le cose andassero storte. Irrompe però Jordan che, recatosi sul posto dopo aver appreso la verità, si getta su di lui; durante la colluttazione, Maureen si libera e rientra in possesso della sua arma e spara a un tubo di azoto liquido del frigorifero medico, che esplode uccidendo Roscoe, mentre i due fuggono dal laboratorio.
Alla fine le cose si concludono per tutti: Jordan incomincia una relazione con Lysa, indipendentemente dal suo sesso (in quanto si scopre che Lysa era nata maschio), mentre Christopher Marsalis si dimette da sindaco, ammettendo pubblicamente la sua colpa nell'incidente che ha incastrato Jordan. Maureen torna a Roma, incerta se continuerà a vedere o no, visto ciò che le ha detto Roscoe; tornata a casa, riceve un pacchetto da parte di un corriere inviato da Caesar Whong e una lettera dal fratello di Connor, che le regala una traccia scritta dal cantante per lei. Il pacchetto contiene un orecchio che appartiene ad Arben Gallani, e Maureen capisce che Ceasar Whong l'ha ripagata per aver scarcerato il figlio, e in qualche modo lui ha fatto mozzare l'orecchio di Gallani per darlo a lei (la donna pensa che possa essere la sua guardia del corpo, e che con molta probabilità sia il piano di riserva di Roscoe per uccidere Julius). Dopo essersi sbarazzata dell'orecchio, Maureen ascolta il brano di Connor, mentre cala la notte.

## Edizioni
- Giorgio Faletti, Niente di vero tranne gli occhi, Dalai Editore, 5 ottobre 2004,  p. 499, ISBN 978-88-8490-637-3.

- Giorgio Faletti, Niente di vero tranne gli occhi, collana Super Nani, edizione tascabile, Baldini Castoldi Dalai, 6 settembre 2005,  p. 499, ISBN 978-88-8490-793-6.

- Giorgio Faletti, Niente di vero tranne gli occhi, collana Romanzi e Racconti, Baldini+Castoldi, 6 luglio 2015,  p. 512, ISBN 978-88-6852-868-3.

- Giorgio Faletti, Niente di vero tranne gli occhi, collana I delfini. Best seller, La nave di Teseo, 11 febbraio 2021,  p. 588, ISBN 9788834606025.